# Mount Gleeson
Mount Gleeson ist ein 1359 m hoher Berg mit einem 3 km langen und felsigem Bergkamm im ostantarktischen Mac-Robertson-Land. In den Prince Charles Mountains ragt er 10 km westlich des Mount Woinarski auf.
Luftaufnahmen, die 1956 und 1960 im Rahmen der Australian National Antarctic Research Expeditions (ANARE) entstanden, dienten seiner Kartierung. Das Antarctic Names Committee of Australia (ANCA) benannte ihn nach Thomas Kevin Gleeson, Wetterbeobachter auf der Wilkes-Station im Jahr 1965.